# Carmen Conde

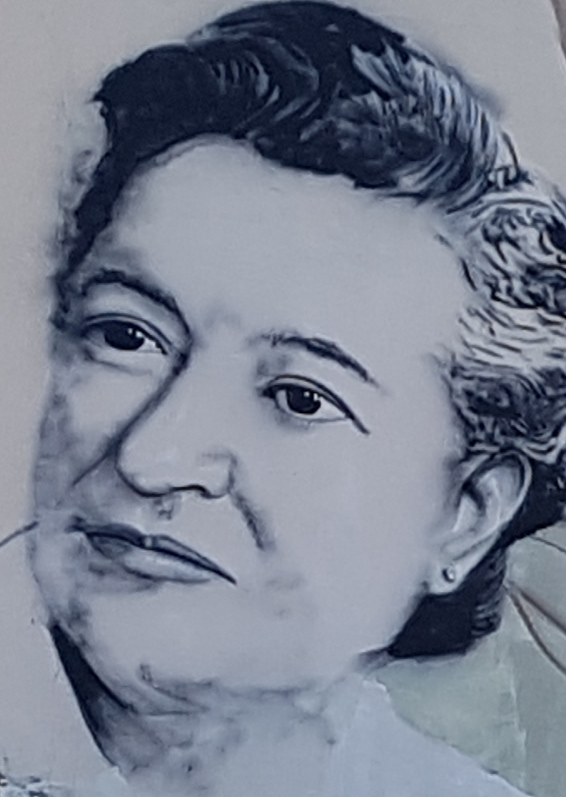
Carmen Conde Abellán

Carmen Conde Abellán (* 15. August 1907 in Cartagena; † 8. Januar 1996 in Majadahonda) war eine spanische Dichterin, Schriftstellerin und Lehrerin. Im Jahr 1931 gründete sie zusammen mit ihrem Ehemann Antonio Oliver Belmás die erste Volksuniversität von Cartagena. Sie war die erste Frau, die ordentliches Mitglied der Real Academia Española wurde, wo sie am 28. Januar 1979 ihre Einführungsrede hielt.

## Leben
Im Alter von sieben Jahren zog sie mit ihrer Familie nach Melilla, wo sie bis 1920 lebte. Die Erinnerungen aus dieser Zeit wurden in Empezando la vida gesammelt. 1923 bestand sie das Wettbewerbsexamen für Hilfskräfte in der Zeichenwerkstatt der Sociedad Española de Construcción Naval, wo sie zu arbeiten begann. Ein Jahr später schrieb sie Beiträge für lokale Zeitungen. Im Alter von 19 Jahren begann sie ihr Pädagogikstudium an der Escuela Normal de Maestras de Murcia Hochschule.
1927 lernte sie den spanischen Dichter Antonio Oliver Belmás kennen und begann mit ihm eine Beziehung. Sie schrieb Artikel in Ley: (entregas de capricho) und 1928 auch in Obra en marcha: diario poético, beides Zeitschriften, die von Juan Ramón Jiménez für ein Minderheitenpublikum herausgegeben wurden. 1929 schrieb sie ihr viertes Werk, Brocal, und 1930 schloss sie ihr Pädagogikstudium an der Escuela Normal de Albacete ab. Am 5. Dezember 1931 heiratete sie Belmás und beide gründeten die erste Volksuniversität von Cartagena. 1933 veröffentlichten sie innerhalb dieser Einrichtung die Zeitschrift Presencia.
Die Universität verfügte über eine Bibliothek für Erwachsene, eine Kinderbibliothek sowie ein pädagogisches Kino, außerdem organisierte Conde Veranstaltungen wie Tagungsprogramme, Kunstausstellungen etc. Sie wurde dabei vom Patronato (Förderer) de Misiones Pedagógicas unterstützt. Zusätzlich arbeitete sie auch als Lehrerin an der Escuela Nacional (Nationale Schule) de Párvulos in El Retén.
1934 veröffentlichte sie Júbilos, der von Gabriela Mistral prologiert und von Norah Borges illustriert wurde. Sie arbeitete als Inspektorin und Studienleiterin im Waisenhaus El Pardo, bis sie 1935 zurücktrat. In diesem Jahr verfasste das Ehepaar Beiträge für überregionale Zeitungen wie El Sol sowie für spanisch-amerikanische Serienpublikationen.
Als der Spanische Bürgerkrieg ausbrach, schloss sich ihr Mann den Truppen der Zweiten Spanischen Republik an und führte den Radiosender der Volksfront Nr. 2 an. Conde folgte ihm durch mehrere andalusische Städte, aber sie kehrte nach Cartagena zurück, um sich um ihre Mutter zu kümmern. Der Ausbruch des Bürgerkrieges zwang sie im Juli 1936, die Einladung von Gabriela Mistral (damals Konsulin von Chile in Lissabon) abzulehnen, bevor sie nach Frankreich und Belgien reiste, um in diesen Ländern, für die sie ein Stipendium erhalten hatte, Folklore-Institutionen zu studieren. Ebenso besuchte sie Kurse an der Brieffakultät in Valencia und bestand das Wettbewerbsexamen zur Bibliothekarin, obwohl sie nie praktizierte.
1937 begann Conde eine intime Beziehung mit Amanda Junquera Butler, die sie im Jahr zuvor kennengelernt hatte. Aufgrund der damals rechtlichen und sozialen Verhältnisse bekannte sich Conde weder öffentlich zu ihrer gleichgeschlechtlichen Beziehung, noch ließ sie sich scheiden. Von den Behörden als Bedrohung eingestuft, weil sie eine pro-republikanische Intellektuelle war, floh Conde am Ende des Krieges mit Junquera nach Madrid und tauchte unter. Ihr Ehemann wurde ins Exil verbannt, um in der Isolation in Murcia zu leben, aber Conde lebte weiterhin mit Junquera und deren Ehemann, Cayetano Alcázar Molina, bis 1945 in Madrid und San Lorenzo de El Escorial. Es gelang ihr, über José Ballester Nicolás, Direktor von La Verdad (einer Regionalzeitung in Murcia) und Mitarbeiter von Correos, mit ihrem Ehemann zu kommunizieren. 1945 durfte Belmás nach Madrid umziehen, und Conde zog mit ihm zusammen, obwohl ihre Beziehung nur noch dem Namen nach bestand.
Ihr Ehemann starb 1968, und Conde zog dauerhaft in Junqueros Haus in Madrid. Drei Jahre später förderte Carmen die vollständige Zusammenstellung seiner Werke. Am 28. Januar 1979 wurde sie zum numerischen Mitglied der Real Academia Española gewählt, nahm den „K“-Sitz ein und hielt ihre Einführungsrede mit dem Titel Poesía ante el tiempo y la inmortalidad (Poesie vor der Zeit und Unsterblichkeit). Bekannt vor allem als Dichterin und Inspiration für eine jüngere Generation von Schriftstellern, veröffentlichte sie auch acht Romane.
Die letzten Jahre ihres Lebens, zwischen 1992 und 1996, verbrachte sie in einer Seniorenresidenz in Majadahonda, Madrid. 1992 verfasste sie ihr Testament und hinterließ dem Rathaus von Cartagena, ihrer Heimatstadt, die vollständige Sammlung literarischer Werke von ihr und ihrem Mann. Conde würdigte in ihrer Autobiografie ihre Beziehung zu Junquero und widmete ihrer Partnerin und Muse zu Lebzeiten viele Werke. 2007 veröffentlichte José Luis Ferris Carmen Conde: vida, pasión y verso de una escritora olvidada (Carmen Conde: Leben, Leidenschaft und Vers einer vergessenen Schriftstellerin), in der die Beziehung zwischen Conde und Junquera öffentlich dokumentiert wurde.

## Ehrungen
- 1984 rief der Verlag Ediciones Torremozas zu ihren Ehren den Carmen Conde Women’s Poetry Award ins Leben.[9]

- Am 15. August 2018 feierte Google ihren 111. Geburtstag mit einem Google Doodle.[10]